# Alice FitzAlan
Alice FitzAlan (Castello di Arundel, 1350 circa – 17 marzo 1416) figlia di Richard FitzAlan, X conte di Arundel sposò Thomas Holland, II conte di Kent, fratellastro di Riccardo II d'Inghilterra, attraverso una delle figlie divenne la nonna di Anna Mortimer e quindi progenitrice di Edoardo IV d'Inghilterra e Riccardo III d'Inghilterra oltre che di Giovanna Beaufort che divenne Regina di Scozia.

## Le importanti parentele
Alice FitzAlan nacque nel Castello di Arundel attorno al 1350, secondogenita di Richard FitzAlan, X conte di Arundel e di Eleonora di Lancaster (11 settembre 1318-11 gennaio 1372), a sua volta figlia di Enrico Plantageneto (uno dei figli di Edmondo, conte di Lancaster) e di Maud Chaworth.
Alice aveva diversi fratelli e sorelle oltre ad un altro fratello nato dal primo matrimonio del padre con Isabel le Despenser e per parte di padre era nipote di Edmund FitzAlan, IX conte di Arundel, uno dei nobili che combatterono contro Ruggero Mortimer, I conte di March.

## Il lungo matrimonio
All'età di quattro anni, nel 1354, venne fidanzata con il protetto del padre, Edmondo Mortimer, che nel 1360 divenne Conte di March. Tuttavia le nozze non ebbero mai luogo e dieci anni dopo, il 10 aprile 1364, Alice venne data in sposa a Thomas Holland, II conte di Kent fratellastro di Riccardo II d'Inghilterra grazie al matrimonio della madre, Giovanna di Kent, che in terze nozze aveva sposato Edoardo il Principe Nero. In dote suo padre le diede circa 4.000£ ed Alice divenne nota come Lady Holland divenendo contessa di Kent solo nel 1381 a seguito della morte del suocero.
Suo marito fu messo a capo di un contingente inglese che andò in Aquitania nel 1366 e nel 1375 venne nominato cavaliere dell'Ordine della Giarrettiera. Due anni dopo il fratellastro di Thomas ascese al trono come Riccardo II d'Inghilterra ed egli divenne uno dei suo più fidi consiglieri e l'influenza che esercitò sul sovrano portò a lui ed Alice diversi vantaggi economici. Anche Alice nel 1388 venne investita dell'Ordine della Giarrettiera.

## Le perdite famigliari
Thomas morì il 25 aprile 1397 e due anni dopo Riccardo venne deposto dal cugino Enrico di Bolingbroke che altri non era che il genero di Joan de Bohun, Contessa di Hereford, la sorella maggiore di Alice. Il figlio maggiore di Alice, Thomas, venne catturato presso Cirencester e decapitato senza processo da un manipolo di cittadini infuriati come conseguenza dell'essere stato uno dei capi della rivolta nota come Epiphany Rising. La rivolta aveva come scopo quello di detronizzare Enrico e rimettere sul trono Riccardo. Per ironia della sorte meno di tre anni prima il fratello maggiore di Alice, Richard FitzAlan, XI conte di Arundel (1346-21 settembre 1397) era stato decapitato per aver cospirato contro Riccardo.
Alice sopravvisse a tutto questo morendo il 17 marzo 1416 all'età di sessantasei anni.

## I figli
Alice e Thomas insieme ebbero dieci figli:
- Alianore Holland, Contessa di March, in prime nozze si sposò con Ruggero Mortimer, IV conte di March avendo da lui diversi figli fra cui Edmondo Mortimer, V conte di March e Anna Mortimer
- Thomas Holland, I duca del Surrey (1374-gennaio 1400)
- John Holland, morto giovane
- Richard Holland, morto giovane
- Elizabeth Holland (morta 4 gennaio 1423)
- Joan Holland (1380 circa-12 aprile 1434) che sposò in prime nozze Edmondo Plantageneto, I duca di York uno dei figli di Edoardo III d'Inghilterra
- Edmund Holland, IV conte del Kent (6 gennaio 1384-15 settembre 1408)
- Margaret Holland, sposò in prime nozze John Beaufort, I conte di Somerset da cui ebbe diversi figli fra cui John Beaufort, I duca di Somerset (padre di Margaret Beaufort) e Giovanna Beaufort che sposò Giacomo I di Scozia, in seconde nozze sposò Tommaso Plantageneto, I duca di Clarence, uno dei figli di Enrico IV d'Inghilterra
- Eleanor Holland che sposò Thomas Montacute, IV conte di Salisbury
- Bridget Holland (morta prima del 1416), suora presso l'Abbazia di Barking

## Ascendenza
|                                             |                                            |                          | Genitori                                  |  |  | Nonni |  |  | Bisnonni                                |  |  | Trisnonni                           |  |
|                                             |                                            |                          |                                           |  |  |       |  |  | Richard FitzAlan, VIII conte di Arundel |  |  | John FitzAlan, VII conte di Arundel |  |
|                                             |                                            |                          |                                           |  |  |       |  |  | Richard FitzAlan, VIII conte di Arundel |  |  | John FitzAlan, VII conte di Arundel |  |
|                                             |                                            | Isabella Mortimer        |                                           |  |  |       |  |  | Richard FitzAlan, VIII conte di Arundel |  |  |                                     |  |
| Edmund FitzAlan, IX conte di Arundel        |                                            |                          |                                           |  |  |       |  |  | Richard FitzAlan, VIII conte di Arundel |  |  |                                     |  |
|                                             |                                            | Alice di Saluzzo         | Tommaso I di Saluzzo                      |  |  |       |  |  |                                         |  |  |                                     |  |
|                                             |                                            | Alice di Saluzzo         | Tommaso I di Saluzzo                      |  |  |       |  |  |                                         |  |  |                                     |  |
|                                             |                                            | Alice di Saluzzo         | Luigia di Ceva                            |  |  |       |  |  |                                         |  |  |                                     |  |
| Richard FitzAlan, X conte di Arundel        |                                            | Alice di Saluzzo         |                                           |  |  |       |  |  |                                         |  |  |                                     |  |
|                                             |                                            | William de Warenne       | Giovanni de Warenne, VI conte di Surrey   |  |  |       |  |  |                                         |  |  |                                     |  |
|                                             |                                            | William de Warenne       | Giovanni de Warenne, VI conte di Surrey   |  |  |       |  |  |                                         |  |  |                                     |  |
|                                             |                                            | William de Warenne       | Alice di Lusignano                        |  |  |       |  |  |                                         |  |  |                                     |  |
| Alice de Warenne                            |                                            | William de Warenne       |                                           |  |  |       |  |  |                                         |  |  |                                     |  |
|                                             |                                            | Joan de Vere             | …                                         |  |  |       |  |  |                                         |  |  |                                     |  |
|                                             |                                            | Joan de Vere             | …                                         |  |  |       |  |  |                                         |  |  |                                     |  |
|                                             |                                            | Joan de Vere             | …                                         |  |  |       |  |  |                                         |  |  |                                     |  |
| Alice FitzAlan                              |                                            | Joan de Vere             |                                           |  |  |       |  |  |                                         |  |  |                                     |  |
|                                             | Edmondo Plantageneto, I conte di Lancaster | Enrico III d'Inghilterra |                                           |  |  |       |  |  |                                         |  |  |                                     |  |
|                                             | Edmondo Plantageneto, I conte di Lancaster | Enrico III d'Inghilterra |                                           |  |  |       |  |  |                                         |  |  |                                     |  |
|                                             | Edmondo Plantageneto, I conte di Lancaster | Eleonora di Provenza     |                                           |  |  |       |  |  |                                         |  |  |                                     |  |
| Enrico Plantageneto, III conte di Lancaster | Edmondo Plantageneto, I conte di Lancaster |                          |                                           |  |  |       |  |  |                                         |  |  |                                     |  |
|                                             |                                            | Bianca d'Artois          | Roberto I d'Artois                        |  |  |       |  |  |                                         |  |  |                                     |  |
|                                             |                                            | Bianca d'Artois          | Roberto I d'Artois                        |  |  |       |  |  |                                         |  |  |                                     |  |
|                                             |                                            | Bianca d'Artois          | Matilde del Brabante                      |  |  |       |  |  |                                         |  |  |                                     |  |
| Eleonora di Lancaster                       |                                            | Bianca d'Artois          |                                           |  |  |       |  |  |                                         |  |  |                                     |  |
|                                             |                                            | Patrick de Chaworth      | …                                         |  |  |       |  |  |                                         |  |  |                                     |  |
|                                             |                                            | Patrick de Chaworth      | …                                         |  |  |       |  |  |                                         |  |  |                                     |  |
|                                             |                                            | Patrick de Chaworth      | …                                         |  |  |       |  |  |                                         |  |  |                                     |  |
| Maud Chaworth                               |                                            | Patrick de Chaworth      |                                           |  |  |       |  |  |                                         |  |  |                                     |  |
|                                             |                                            | Isabella di Beauchamp    | William de Beauchamp, IX conte di Warwick |  |  |       |  |  |                                         |  |  |                                     |  |
|                                             |                                            | Isabella di Beauchamp    | William de Beauchamp, IX conte di Warwick |  |  |       |  |  |                                         |  |  |                                     |  |
|                                             |                                            | Isabella di Beauchamp    | Maud FitzJohn                             |  |  |       |  |  |                                         |  |  |                                     |  |
|                                             |                                            | Isabella di Beauchamp    |                                           |  |  |       |  |  |                                         |  |  |                                     |  |